# Catasetum expansum
Catasetum expansum är en orkidéart som beskrevs av Heinrich Gustav Reichenbach. Catasetum expansum ingår i släktet Catasetum och familjen orkidéer.
Artens utbredningsområde är Ecuador. Inga underarter finns listade i Catalogue of Life.

## Bildgalleri

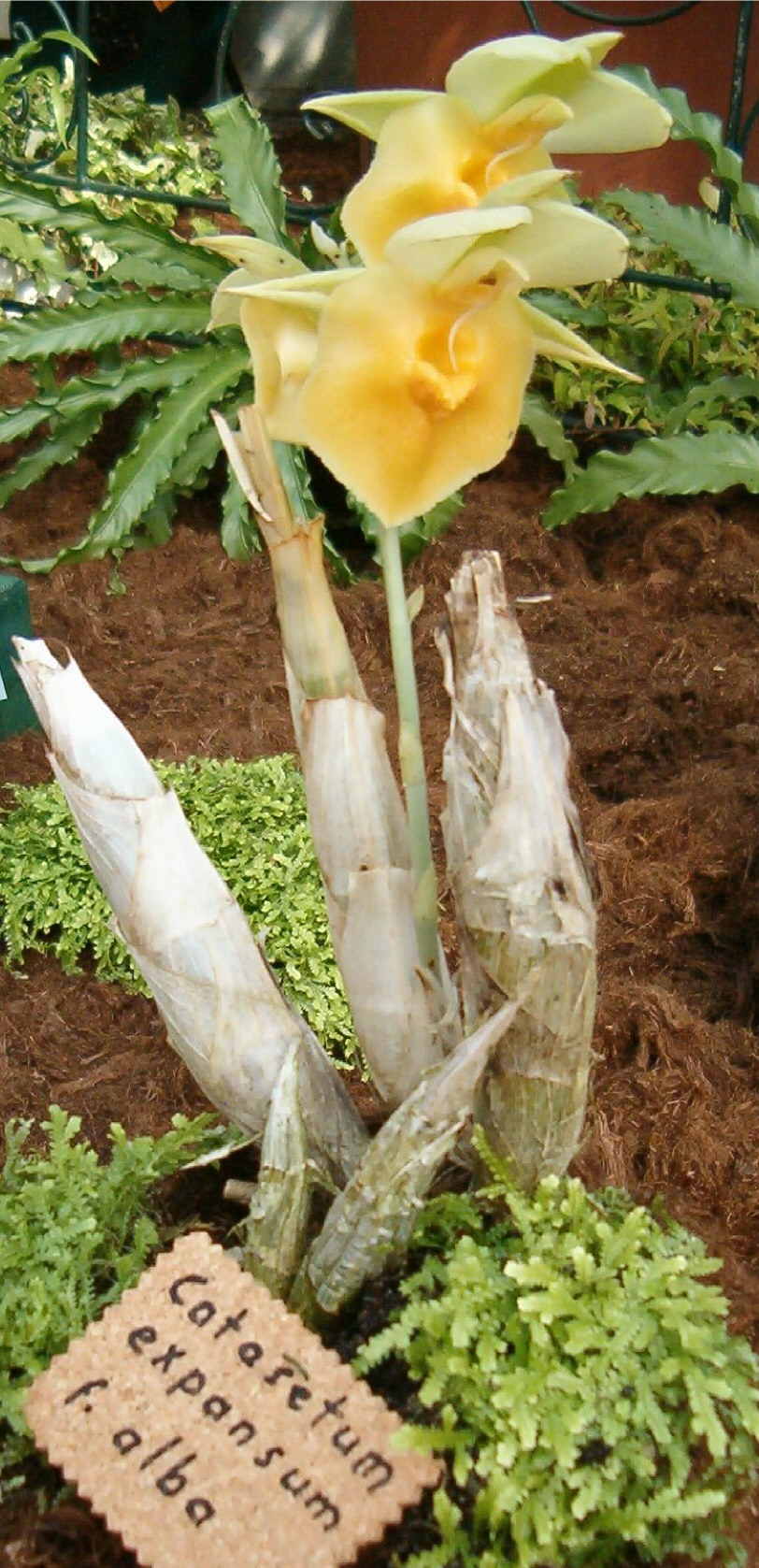
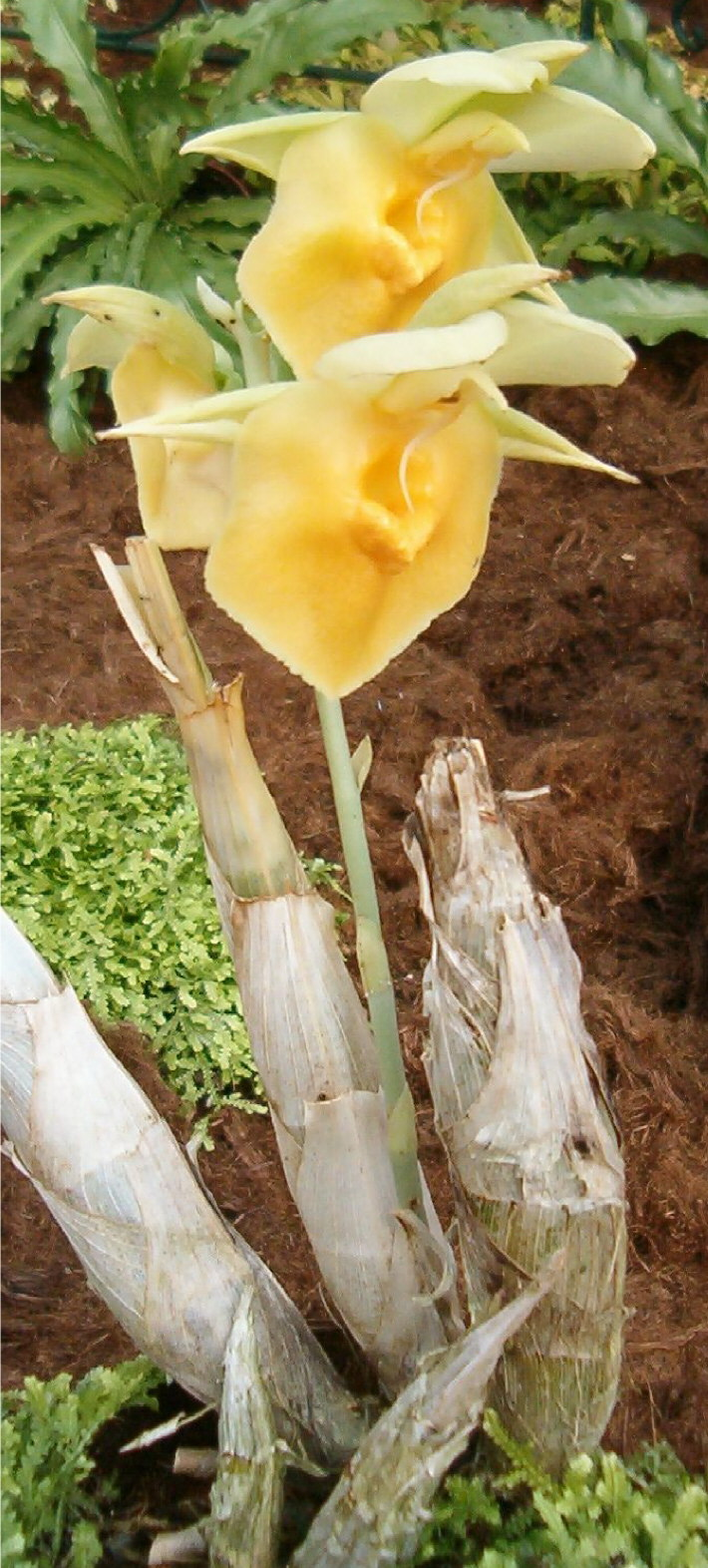